# انلوپ
انلوپ (انگلیسی: Eneloop) شرکت الکترونیک ژاپنی است، که در سال ۲۰۰۵ توسط شرکت سانیو تأسیس شد و هم‌اکنون زیرمجموعه‌ای از شرکت پاناسونیک می‌باشد.